# 고지 (헤이안 시대)
고지(康治, こうじ)는 일본의 연호(元号) 중 하나이다.
- 전후 : 에이지(永治) 이후 - 덴요(天養) 이전.
- 시기 : 1142년 ~ 1143년
- 천황 : 고노에 천황

## 개원(改元)
- 에이지 2년 4월 28일(율리우스력 1142년 5월 25일), 고노에 천황의 즉위에 맞춰 개원.
- 고지 3년 2월 23일(율리우스력 1144년 3월 28일), 덴요로 개원된다.

## 출전
『송서・후폐제기』의 「……思弘豊耗之制，以惇約素之風，庶㣥蓄拯民，以康治道。」

## 서력과의 대조표
| 고지 | 원년   | 2년    | 3년    |
| ---- | ------ | ------ | ------ |
| 서력 | 1142년 | 1143년 | 1144년 |
| 간지 | 임술   | 계해   | 갑자   |

## 같이 보기
- 일본의 연호 일람

| 이전 에이지 | 일본의 연호 1142년 ~ 1144년 | 다음 덴요 |